# Sarolta Mária württembergi királyné
Sarolta Mária württembergi királyné (németül: Prinzessin Charlotte Marie zu Schaumburg–Lippe, Königin Charlotte Marie von Württemberg, teljen nevén Charlotte Marie Ida Louise Hermine Mathilde; Ratiborschitz, 1864. október 10. – Bebenhausen, 1946. július 16.) schaumburg–lippei hercegnő, II. Vilmos württembergi királlyal kötött házassága révén 1891–1918 között Württemberg királynéja.

## Származása és házassága
Sarolta Mária hercegnő 1864-ben született Vilmos schaumburg–lippei herceg (1834–1906) és Bathildis anhalt–dessaui hercegnő (1837–1902) első gyermekeként a kilenc közül. A hercegnő a Csehországban található Náchod városában nőtt fel, nagy érdeklődést mutatva a zene és a művészetek irányába. Sarolta Mária szívesen sportolt, többek között úszott, teniszezett és síelt, ami abban a korban ritka volt a nők körében.
1886. április 8-án Sarolta Mária hercegnő feleségül ment Vilmos württembergi trónörökös herceghez. Vilmos trónörökös ez alkalommal már másodjára állt oltár elé; első felesége, Mária waldeck–pyrmonti hercegnő 1882-ben hunyt el a harmadik gyermeke szülése közben fellépő komplikációk következtében. Mária hercegnőnek és Vilmos trónörökösnek három utódja közül kettő kisgyermekként elhalálozott, egyetlen életben maradt gyermekük egy leány volt. A württembergi trón várományosa így Sarolta Mária és Vilmos trónörökös gyermeke lett volna – édesanyjuk rangbeli különbsége miatt akkor is, ha leány –, ám Sarolta Mária és Vilmos házassága gyermektelen maradt.

## Württembergi királynéként
Sarolta Mária és Vilmos trónörökösi párként a stuttgarti Ludwigsburg palotában éltek, ám miután Vilmos 1891. október 6-án megörökölte a koronát nagybátyjától, a gyermektelen I. Károlytól, a házaspár a Wilhelmspalaisba költözött át.
Míg férje, II. Vilmos király népszerű volt az emberek körében, addig Sarolta Mária királynéval szemben sokkal tartózkodóbban viselkedtek. Királynéként nem tett eleget teljes mértékben reprezentatív kötelességeinek – így például férjét csak kivételes alkalmakkor kísérte el a császári udvarba és a katonai díszszemlékre –, illetve a családi ünnepeket is friedrichshafeni kastélyába visszavonulva tartotta meg, ami igen különös volt abban a korban, amikor az uralkodó névnapja állami ünnepnek számított. Emellett az is közrejátszott népszerűtlenségében, hogy nem tudta gyermekkel megajándékozni a királyt.
Bár reprezentatív feladatait hanyagolta, Sarolta Mária királyné mégis részt vett a közéletben. Harminckét jótékonysági és társadalmi szervezetet vett védőszárnyai alá, ezek közé tartozott például a diakonisszák egyesülete, a Sváb Nőegylet (Schwäbische Frauenverein), a Württembergi Takarékpénztár (Württembergische Sparkasse) és a Vöröskereszt. A nőknek több jogot követelő mozgalmakban ugyan nem vett részt, de támogatta őket, akárcsak a nők oktatását. Az ő közreműködésének köszönhetően jött létre az első württembergi humán leánygimnázium a Stuttgarter Charlottengymnasium, mely ma Hölderlingymnasium néven működik. A művészetek iránti szeretetét a festők és a színházak segítésében mutatta ki.
Az 1918-as novemberi forradalom határása II. Vilmos király lemondott, a monarchia megszűnt. A lemondásért cserébe a királyi pár életük végéig „nyugdíjat” kapott Württembergtől, illetve az állam otthont biztosított nekik Bebenhausenben. Férje 1921. október 2-án bekövetkezett halála után Sarolta Mária még közel huszonöt évet élt le magányosan. 1944-ben agyvérzést kapott, minek hatására élete hátralevő részében tolókocsiba kényszerült.
Sarolta Mária anyakirályné 1946. július 16-án hunyt el az utolsó württembergi és német királynéként. Július 23-án, csendes szertartás keretében temették el férje oldalára a ludwigsburgi temetőben.